# Niszczyciele rakietowe typu 052
Niszczyciele rakietowe typu 052 (Luhu) – typ dwóch chińskich wielozadaniowych niszczycieli rakietowych. Okręty weszły do służby w latach 90. XX wieku i pozostają w niej do dziś.

## Okręty
- 112 "Harbin"
- 113 "Qingdao"